# Coronation Anthems
Els Coronation Anthems (Himnes de la coronació) són quatre peces compostes per George Frideric Handel (1685- 1759) amb motiu de la coronació del rei Jordi II de la Gran Bretanya el 1727 i que s'han fet servir en les successives coronacions dels reis britànics. Del primer d'aquestes peces, Zadok the Priest també ha estat el motiu per compondre l'Himne de la Lliga de Campions de la UEFA.

## Coronation Anthems
- Zadok the Priest (HWV 258)
- My Heart Is Inditing (HWV 259)
- The King Shall Rejoice (HWV 260)
- Let Thy Hand Be Strengthened (HWV 261)